# Cohors I Thracum (Iudaea)

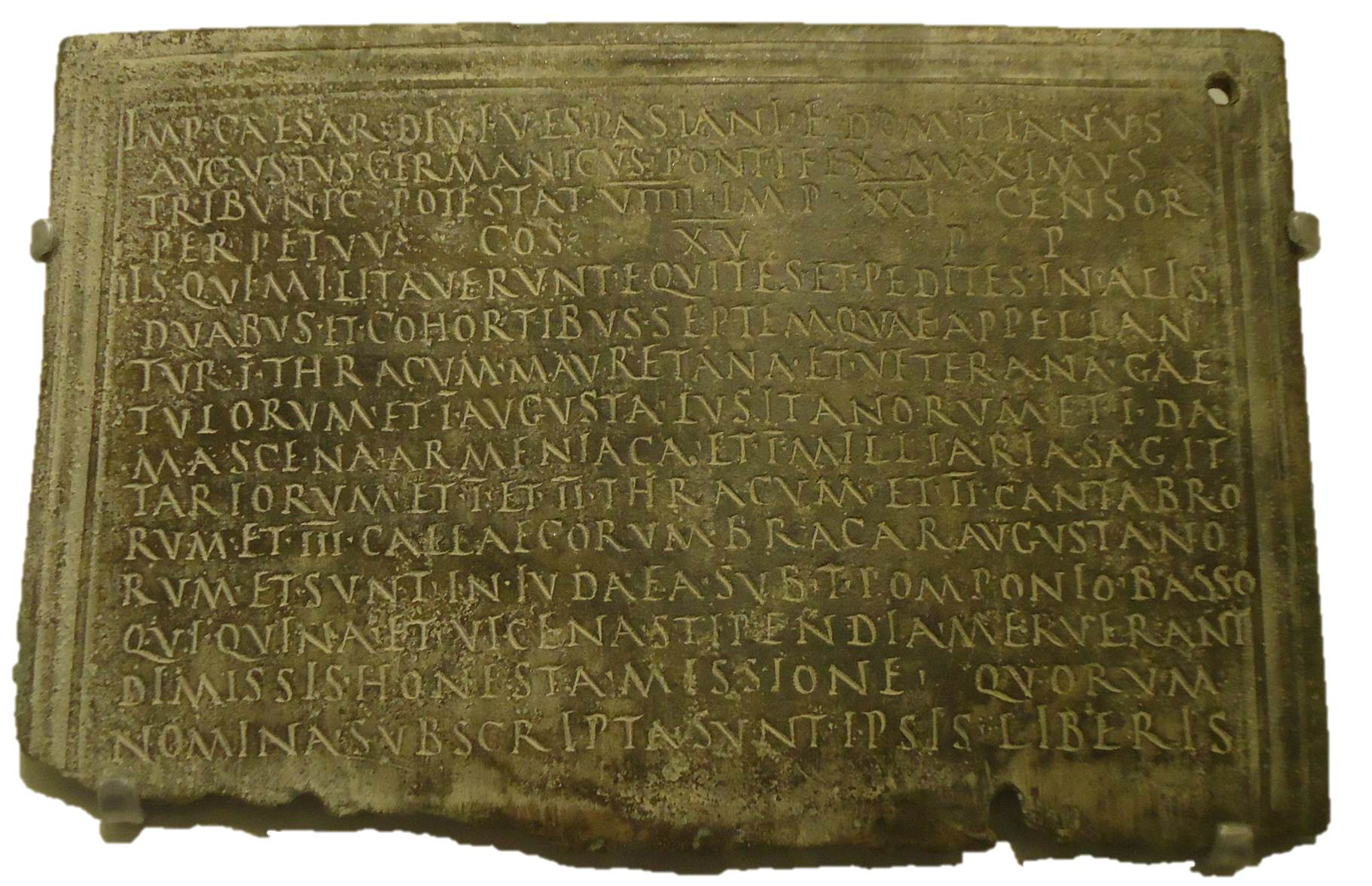
Das Militärdiplom des Jahres 90 n. Chr.

Die Cohors I Thracum [equitata] (deutsch 1. Kohorte der Thraker [teilberitten]) war eine römische Auxiliareinheit. Sie ist durch Militärdiplome und einen Papyrus belegt.

## Namensbestandteile
- Cohors: Die Kohorte war eine Infanterieeinheit der Auxiliartruppen in der römischen Armee.

- I: Die römische Zahl steht für die Ordnungszahl die erste (lateinisch prima). Daher wird der Name dieser Militäreinheit als Cohors prima .. ausgesprochen.

- Thracum: der Thraker. Die Soldaten der Kohorte wurden bei Aufstellung der Einheit aus dem Volk der Thraker auf dem Gebiet der römischen Provinz Thrakien rekrutiert.

- equitata: teilberitten. Die Einheit war ein gemischter Verband aus Infanterie und Kavallerie.

Da es keine Hinweise auf den Namenszusatz milliaria (1000 Mann) gibt, war die Einheit eine Cohors quingenaria equitata. Die Sollstärke der Kohorte lag bei 600 Mann (480 Mann Infanterie und 120 Reiter), bestehend aus 6 Centurien Infanterie mit jeweils 80 Mann sowie 4 Turmae Kavallerie mit jeweils 30 Reitern.

## Geschichte
Die Kohorte war in den Provinzen Iudaea und Aegyptus (in dieser Reihenfolge) stationiert. Sie ist auf Militärdiplomen für die Jahre 86 bis 90 n. Chr. aufgeführt.
Der erste Nachweis der Einheit in Iudaea beruht auf einem Diplom, das auf 86 datiert ist. In dem Diplom wird die Kohorte als Teil der Truppen aufgeführt (siehe Römische Streitkräfte in Syria), die in der Provinz stationiert waren. Weitere Diplome, die auf 87 bis 90 datiert sind, belegen die Einheit in derselben Provinz.
Zu einem unbestimmten Zeitpunkt wurde die Einheit in die Provinz Aegyptus verlegt, wo sie durch einen Papyrus nachgewiesen ist, der auf 127 datiert ist.

## Standorte
Standorte der Einheit in Aegyptus waren:
- Contrapollonospolis: die Einheit war am 1. Mai 127 hier stationiert, wie aus einem Papyrus[4] hervorgeht.[2][A 2]

## Angehörige der Kohorte
Folgende Angehörige der Kohorte sind bekannt:
| - C(aius) Antonius Maximus, ein Custos armorum - C(aius) Iulius Marcellus, ein Cornicularius - Gaius Barga, ein Soldat - Farsuleus, ein Centurio - Longus, ein Centurio - M(arcus) Arrius Antonius | - M(arcus) Lucretius Clemens, ein Reiter - Numerius Alexaei, ein Soldat - Rufus, ein Decurio - Silvanus, ein Decurio - Sulla, ein Centurio - Tharseas Bammogaei, ein Soldat |